# Quez Watkins
Terrance "Quez" Watkins (nacido el 9 de junio de 1998) es un receptor abierto de fútbol americano de los Philadelphia Eagles de la National Football League (NFL). Jugó al fútbol americano universitario en Southern Miss y fue seleccionado por los Eagles en la sexta ronda del Draft de la NFL 2020.

## Primeros años y escuela secundaria
Watkins creció en Athens, Alabama y asistió a Athens High School. En su último año, fue nombrado segundo equipo 6A All-State después de atrapar 44 pases para 847 yardas y 12 touchdowns. Se comprometió a jugar fútbol americano universitario en Southern Miss por las ofertas de Georgia Southern, Middle Tennessee State, Western Kentucky y Samford.

## Carrera universitaria
Watkins fue redshirt durante su temporada de primer año. Al año siguiente terminó con 23 recepciones para 337 yardas y dos touchdowns. Como estudiante de segundo año, Watkins lideró a los Golden Eagles con 72 recepciones, 889 yardas recibidas y nueve recepciones de touchdown y fue nombrado Primer equipo de All- Conference USA. Watkins fue nuevamente una selección del primer equipo All-Conference USA como redshirt júnior después de atrapar 64 pases para 1,178 yardas y seis touchdowns a pesar de perderse los primeros dos juegos de la temporada debido a una suspensión. Watkins anunció que renunciaría a su última temporada de elegibilidad para la NCAA para ingresar al Draft de la NFL 2020.

## Carrera profesional
Watkins fue seleccionado por los Philadelphia Eagles en la sexta ronda con la selección número 200 del Draft de la NFL 2020. Fue colocado en la lista de reservas de lesionados el 6 de septiembre de 2020 Fue designado para regresar de la lista de lesionados el 29 de septiembre y comenzó a practicar con el equipo nuevamente. Fue activado el 10 de octubre En la semana 15 contra los Arizona Cardinals, Watkins atrapó tres pases para 40 yardas y la primera recepción de touchdown de su carrera durante la derrota 33-26.